# Duane W. Roller
Duane W. Roller (7 de outubro de 1946) é um arqueólogo e autor  norte-americano. É professor emérito de estudos clássicos, grego e latim na Universidade Estadual de Ohio.

## Vida e obra
Roller recebeu seu bacharelado em letras pela Universidade de Oklahoma em 1966. Em 1968 recebeu o mestrado em latim pela mesma instituição. Obteve seu doutorado em arqueologia clássica pela Universidade Harvard em 1971.
É professor emérito de estudos clássicos na Universidade Estadual de Ohio, aposentando-se em 2007, mas ainda ministrando aulas pelos Estados Unidos. Em 2008 recebeu uma posição como Karl-Franzens Professor Distinto de Estudos Culturais na Universidade de Graz, em Graz, na Áustria. Liderou ou participou de várias escavações arqueológicas, incluindo sítios greco-romanos localizados na Grécia, Itália, Turquia, Israel, Jordânia e noroeste da África.
É autor de vários trabalhos, variando entre mais de duzentos artigos de periódicos acadêmicos e doze livros publicados. Esses trabalhos incluem The Building Program of Herod the Great (1998), focado em Herodes, o Grande, do reino herodiano da Judeia, e Cleopatra: a Biography (2010), que narra o início de vida, o reinado e a morte de Cleópatra VII do Egito ptolemaico. Seu livro Tanagran Studies (1989) enfoca a antiga cidade de Tânagra. Também publicou material sobre a história da geografia no livro Ancient Geography (2015).

## Premiações
Recebeu inúmeras premiações pelo trabalho acadêmico. Estes incluem quatro prêmios Fulbright por suas funções de professor na Índia, Polônia, Malta e Áustria. Também recebeu bolsas da National Endowment for the Humanities e da National Geographic Society.

## Publicações
- The Building Program of Herod the Great, California University Press, 1998.
- The World of Juba II and Kleopatra Selene: Royal Scholarship on Rome's Asian Frontier, Routledge, 2003.
- Through the Pillars of Herakles: Greco-Roman Exploration of the Atlantic, Routledge, 2006.
- Cleopatra: A Biography, Oxford University Press, 2010.
- Ancient Geography: The Discovery of the World in Classical Greece and Rome, I.B.Tauris, 2015.
- A Historical and Topographical Guide to the Geography of Strabo, Cambridge University Press, 2018.
- Cleopatra's Daughter: And Other Royal Women of the Augustan Era, Oxford University Press, 2018.
- Empire of the Black Sea: The Rise and Fall of the Mithridatic World, Oxford University Press, 2020.